# Westernridning
 Denne artikel bør gennemlæses af en person med fagkendskab for at sikre den faglige korrekthed.

Westernridning er en bred sportsgren inden for ridning.
Herunder findes mange forskellige discipliner som Reining (minder om et dressurprogram), Trail (der er en form for forhindringsbane), Pleasure, Hunter (som udføres med "engelsk" udstyr), Halter, Roping, Barrelrace, Polebending, m.m.
Westernridning stammer ikke som mange tror fra USA. Den stammer oprindeligt fra Spanien, og blev medbragt til USA med nogle af de første spanske indvandrere.